# Mulgund
Mulgund är en ort i Indien.   Den ligger i distriktet Gadag och delstaten Karnataka, i den södra delen av landet, 1 500 km söder om huvudstaden New Delhi. Mulgund ligger 687 meter över havet och antalet invånare är 18 928.
Terrängen runt Mulgund är platt. Runt Mulgund är det ganska tätbefolkat, med 230 invånare per kvadratkilometer. Närmaste större samhälle är Lakshmeshwar, 18,0 km söder om Mulgund. Trakten runt Mulgund består till största delen av jordbruksmark.